# نجد عدانة (بعدان)

تعديل مصدري - تعديل

نجد عدانة محلة تابعة لقرية حبيل عدانة، التابعة لعزلة المشكي بمديرية بعدان إحدى مديريات محافظة إب في الجمهورية اليمنية، بلغ تعداد سكانها 74 حسب تعداد اليمن لعام 2004.